# Phương diện quân (Liên Xô)

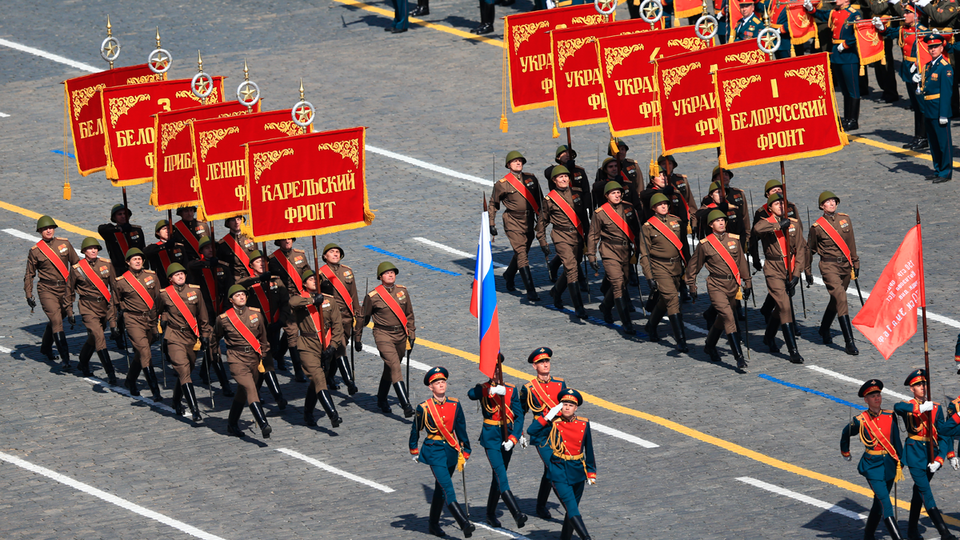
Cờ hiệu của 10 Phương diện quân Liên Xô có mặt trong giai đoạn cuối cùng của cuộc Chiến tranh vệ quốc vĩ đại

Phương diện quân (tiếng Nga: Фронт, chuyển tự: Front) là tổ chức tác chiến cấp chiến lược cao nhất của Hồng quân Liên Xô, trên cấp Tập đoàn quân. Kế thừa biên chế phương diện quân của Lục quân Đế quốc Nga trong Chiến tranh thế giới thứ nhất, các phương diện quân của Hồng quân Liên Xô được sử dụng đầu tiên trong thời gian nội chiến, lên đến cao điểm trong Chiến tranh Vệ quốc Vĩ đại.
Phương diện quân là mô hình tổ chức đơn vị binh chủng hợp thành, thường gồm bộ binh, kỵ binh cơ giới, xe tăng, pháo binh, công binh, không quân và các binh chủng khác; có tính cơ động chiến lược để thực hiện các chiến dịch tấn công và phòng ngự trong chiến tranh nên không mang tính đồn trú như mô hình tổ chức quân khu. Khi chiến tranh nổ ra các lực lượng vũ trang của quân khu sẽ được tổ chức thành phương diện quân. Các phương diện quân được thành lập đều có thể độc lập hoặc phối hợp tiến hành các chiến dịch quân sự quy mô lớn có ý nghĩa chiến lược. Khi hết chiến tranh các phương diện quân sẽ được tổ chức biên chế lại theo mô hình đồn trú của quân khu.
Sau Chiến tranh thế giới thứ hai, Lực lượng vũ trang Liên Xô giải thể các phương diện quân, trả về biên chế tổ chức theo mô hình đồn trú của quân khu. Tuy vậy, các khung tổ chức cơ bản của phương diện quân vẫn được tổ chức với lực lượng 3-4 tập đoàn quân hợp thành và 1-2 tập đoàn quân tăng thiết giáp, nhằm dự phòng trường hợp chiến tranh xảy ra.

## Cơ cấu
Trong Chiến tranh Xô-Đức, Bộ chỉ huy tối cao Liên Xô lãnh đạo hoạt động chiến tranh thông qua các phương diện quân. Phương diện quân là cấp tổ chức cấp trên của tập đoàn quân, trong giai đoạn đầu và giữa chiến tranh khi tổ chức và trang bị của quân đội Xô Viết còn lạc hậu thì một phương diện quân thường có 3 đến 4 tập đoàn quân bộ binh thuần tuý, một tập đoàn quân gồm khoảng 10 sư đoàn bộ binh như vậy một phương diện quân là khoảng 30 đến 40 sư đoàn bộ binh và các đơn vị độc lập trực thuộc phương diện quân và có quân số của phương diện quân là khoảng 30 đến 40 vạn quân (một sư đoàn Xô Viết có biên chế chuẩn là 8.000 quân trong quá trình chiến đấu có khi chỉ còn 3.000-4.000 quân). Vào giai đoạn cuối của chiến tranh trên các hướng quyết định các phương diện quân chủ đạo của Xô Viết được biên chế rất mạnh thường có gần 8 đến 10 tập đoàn quân binh chủng hợp thành với 60 đến 90 sư đoàn bộ binh, 1 đến 3 tập đoàn quân xe tăng và cơ giới, 1 đến 2 tập đoàn quân không quân, 2 đến 5 quân đoàn xe tăng độc lập, 1 đến 2 quân đoàn kỵ binh độc lập, các lữ đoàn pháo binh và các quân binh chủng khác. Ví dụ trong các Chiến dịch Wisla-Oder, Chiến dịch Đông Phổ, Chiến dịch Berlin một phương diện quân Xô Viết như Phương diện quân Belorussia 1 hay Phương diện quân Ukraina 1 có quân số đến 80 vạn quân, khoảng 10.000 đại bác và súng cối cỡ nòng trên 76 mm, khoảng trên 2.000 xe tăng và pháo tự hành, 1.500 đến 3.000 máy bay.

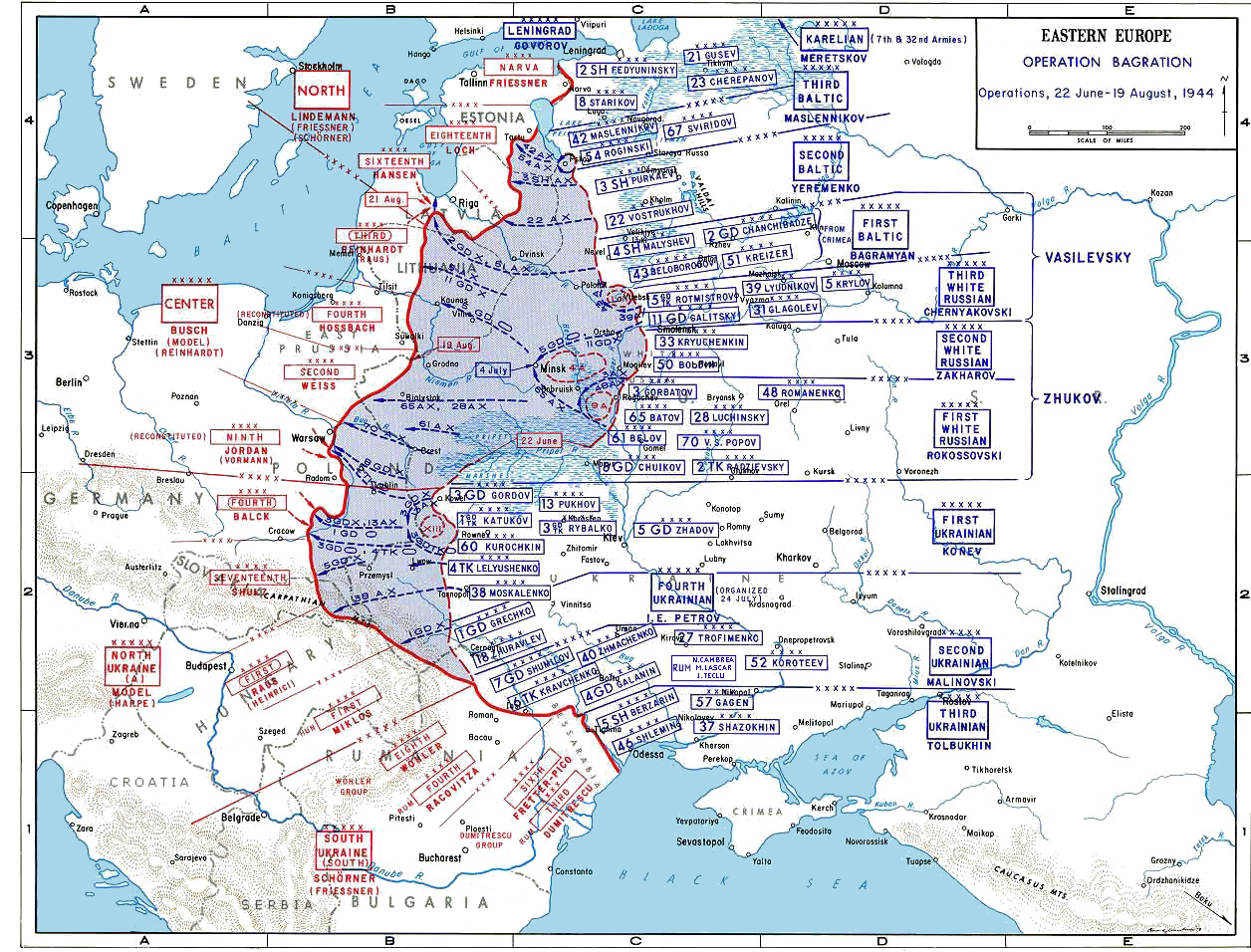
Vị trí các phương diện quân trong Chiến dịch Bagration

Lãnh đạo phương diện quân là hội đồng quân sự phương diện quân trong đó tư lệnh phương diện quân là chủ tịch hội đồng, ngoài ra còn ba uỷ viên bắt buộc khác là phó tư lệnh phương diện quân, ủy viên hội đồng quân sự (tương đương chính ủy, thường do một cán bộ Đảng chuyên trách được điều động vào quân đội đảm nhiệm), tham mưu trưởng phương diện quân.
Trong thời kỳ đầu Thế chiến thế hai, một sư đoàn Đức Quốc xã có quân số 15.000 quân, thường gấp đôi biên chế sư đoàn Xô Viết nên một quân đoàn Đức thường tương đương tập đoàn quân Xô Viết và tập đoàn quân Đức thường tương đương 2 đến 3 tập đoàn quân Xô Viết.

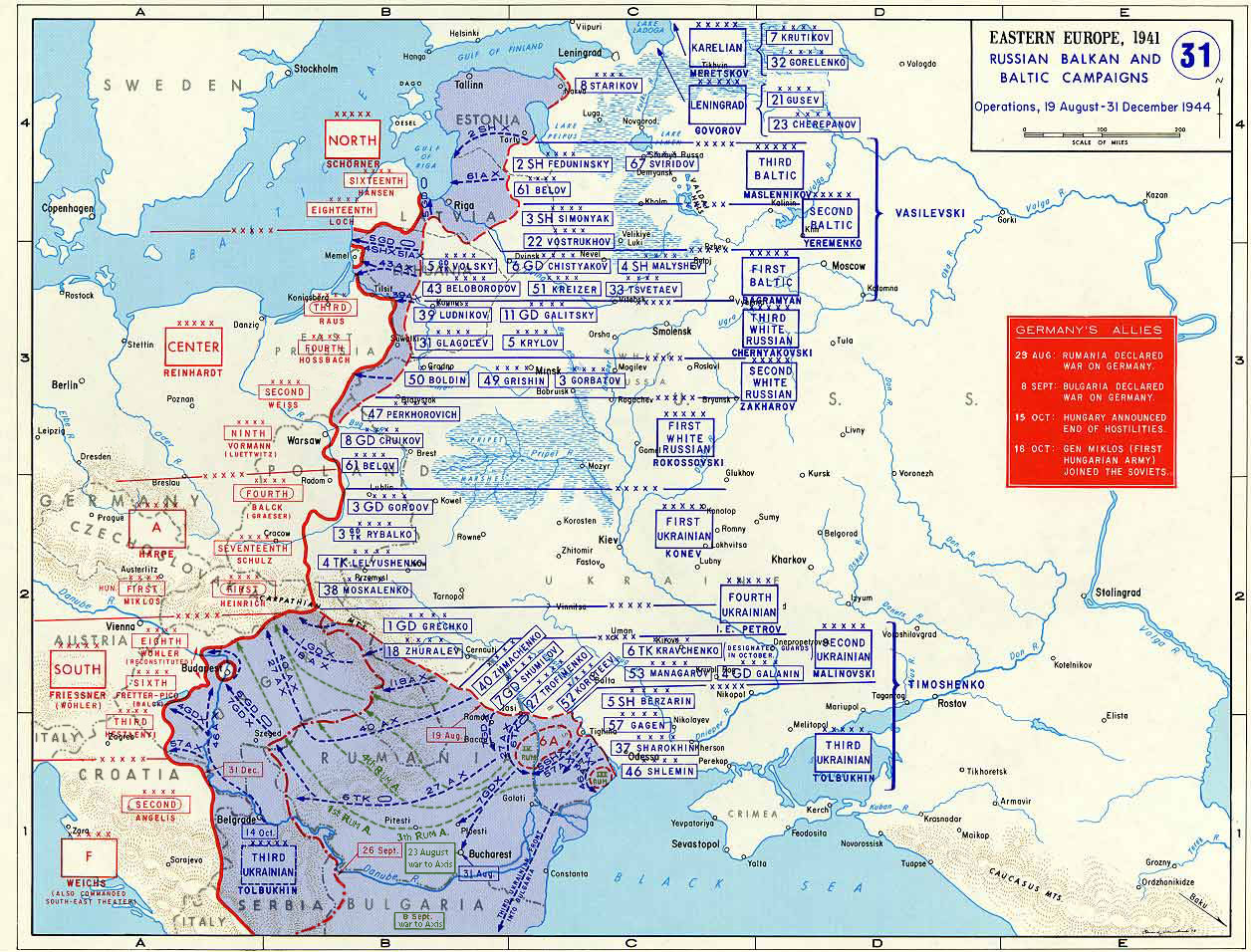
Vị trí các phương diện quân cuối năm 1944

Về mặt tổ chức quân đội Đức Quốc xã và quân đội Đồng Minh cũng có cấp trên của cấp tập đoàn quân là cụm tập đoàn quân (tiếng Anh: Army group). Ở các giai đoạn đầu và giữa chiến tranh một cụm tập đoàn quân Đức thường có 3 đến 4 tập đoàn quân và sức mạnh của một cụm tập đoàn quân Đức thường tương đương 3 đến 4 phương diện quân Xô Viết. Đến cuối chiến tranh sức mạnh của cụm tập đoàn quân Đức suy giảm nhiều thường chỉ còn 2 tập đoàn quân trong biên chế, mà biên chế và sức mạnh của phương diện quân Xô Viết thì lại tăng lên nhiều lần nên về quân số cụm tập đoàn quân Đức chỉ còn xấp xỉ 1/2, thậm chí chỉ đạt 1/4 so với phương diện quân Xô Viết. Tuy nhien, quân số trong một tập đoàn quân của quân đội Đức Quốc xã thường có từ 75.000 đến 80.000 binh lính và sĩ quan; tương đương với một phương diện quân của Liên Xô. (Ví dụ, Tập đoàn quân xe tăng 2 của Đức Quốc xã trong chiến dịch Barbarosha có đến 78.000 sĩ quan và binh lính).

## Danh sách các phương diện quân Liên Xô
Dưới đây là danh sách các phương diện quân của Hồng quân Liên Xô xếp theo thời gian thành lập. Hầu hết chúng được tổ chức trong thời gian Chiến tranh Vệ quốc Vĩ đại.
| TT | Phiên hiệu                                               | Giai đoạn                             | Các chiến dịch tham gia | Ghi chú                                                                         |
| -- | -------------------------------------------------------- | ------------------------------------- | --- | ------------------------------------------------------------------------------- |
| 1  | Phương diện quân Viễn Đông Дальневосточный фронт         | 28 tháng 6, 1938 - 31 tháng 8, 1938   | Chiến dịch hồ Khasan | giải thể                                                                        |
| 1  | Phương diện quân Viễn Đông Дальневосточный фронт         | 1 tháng 7, 1940 - 5 tháng 8, 1945     | | tách thành Phương diện quân Viễn Đông 1 và Phương diện quân Viễn Đông 2         |
| 2  | Phương diện quân Belorussia Белорусский фронт            | 11 tháng 9, 1939 - 14 tháng 11, 1939  | Chiến dịch Ba Lan (1939) | giải thể                                                                        |
| 2  | Phương diện quân Belorussia Белорусский фронт            | 20 tháng 10, 1943 - 24 tháng 2, 1944  | Chiến dịch Bagration | đổi tên thành Phương diện quân Belorussia 1                                     |
| 2  | Phương diện quân Belorussia Белорусский фронт            | 5 tháng 4, 1944 - 16 tháng 4, 1944    | Chiến dịch Bagration | đổi tên lần 2 thành Phương diện quân Belorussia 1                               |
| 3  | Phương diện quân Ukraina Украинский фронт                | 11 tháng 9, 1939 - 14 tháng 11, 1939  | Chiến dịch Ba Lan (1939) | giải thể                                                                        |
| 4  | Phương diện quân Tây Bắc Северо-Западный фронт           | 7 tháng 1, 1940 - 22 tháng 4, 1940    | Chiến dịch Phần Lan | giải thể                                                                        |
| 4  | Phương diện quân Tây Bắc Северо-Западный фронт           | 22 tháng 6, 1941 - 20 tháng 11, 1943  | Chiến dịch phòng ngự chiến lược Leningrad Phòng thủ chiến lược Baltic năm 1941 Chiến dịch Tikhvin (1941) | giải thể                                                                        |
| 5  | Phương diện quân Tây Западный фронт                      | 22 tháng 6, 1941 - 24 tháng 4, 1944   | Chiến dịch phòng ngự chiến lược Moskva Chiến dịch Rzhev-Sychyovka-Vyazma, 1941 Chiến dịch Smolensk (1943) | đổi tên thành Phương diện quân Belorussia 3                                     |
| 6  | Phương diện quân Tây Nam Юго-Западный фронт              | 22 tháng 6, 1941 - 12 tháng 7, 1942   | Chiến dịch phòng thủ chiến lược Voronezh-Voroshilovgrad 1942 Chiến dịch phòng thủ chiến lược Donbass-Rostov 1941 Chiến dịch phòng thủ chiến lược Kiev 1941 Chiến dịch phòng thủ chiến lược Lviv-Chernivtsi 1941                             | giải thể                                                                        |
| 6  | Phương diện quân Tây Nam Юго-Западный фронт              | 25 tháng 10, 1942 - 20 tháng 10, 1943 | Chiến dịch tấn công chiến lược Voronezh-Kharkov 1943 Chiến dịch tấn công chiến lược Donbass 1943 Chiến dịch tấn công chiến lược Nizhnedneprovsky 1943 Chiến dịch tấn công chiến lược Stalingrad 1942-1943 Chiến dịch phòng thủ Kharkov 1943 | đổi tên thành Phương diện quân Ukraina 3                                        |
| 7  | Phương diện quân Bắc Северный фронт                      | 24 tháng 6, 1941 - 26 tháng 8, 1941   | Chiến dịch phòng ngự chiến lược Leningrad | tách thành Phương diện quân Karelia và Phương diện quân Leningrad               |
| 8  | Phương diện quân Nam Южный фронт                         | 25 tháng 6, 1941 - 28 tháng 7, 1942   | Chiến dịch Barvenkovo-Lozovaya | giải thể                                                                        |
| 8  | Phương diện quân Nam Южный фронт                         | 31 tháng 9, 1942 - 20 tháng 10, 1943  | Trận Kiev, 1943 | đổi tên thành Phương diện quân Ukraina 4                                        |
| 9  | Phương diện quân Trung tâm Центральный фронт             | 24 tháng 7, 1941 - 26 tháng 8, 1941   | | giải thể                                                                        |
| 9  | Phương diện quân Trung tâm Центральный фронт             | 15 tháng 2, 1943 - 20 tháng 10, 1943  | Trận Vòng cung Kursk | đổi tên thành Phương diện quân Belorussia                                       |
| 10 | Phương diện quân Dự bị Резервный фронт                   | 30 tháng 7, 1941 - 10 tháng 10, 1941  | Phòng thủ Moskva | giải thể                                                                        |
| 10 | Phương diện quân Dự bị Резервный фронт                   | 12 tháng 3, 1943 - 23 tháng 3, 1943   | | đổi tên thành Phương diện quân Kursk                                            |
| 10 | Phương diện quân Dự bị Резервный фронт                   | 6 tháng 4, 1943 - 13 tháng 4, 1943    | | đổi tên thành Quân khu Thảo nguyên                                              |
| 11 | Phương diện quân Bryansk Брянский фронт                  | 14 tháng 8, 1941 - 10 tháng 11, 1941  | | giải thể                                                                        |
| 11 | Phương diện quân Bryansk Брянский фронт                  | 24 tháng 12, 1941 - 12 tháng 3, 1943  | Trận Moskva (1941) | đổi tên thành Phương diện quân Dự bị                                            |
| 11 | Phương diện quân Bryansk Брянский фронт                  | 28 tháng 3, 1943 - 10 tháng 10, 1943  | Chiến dịch Vòng cung Kursk | đổi tên thành Phương diện quân Pribaltic                                        |
| 12 | Phương diện quân Zakavkaz Закавказский фронт             | 23 tháng 8, 1941 - 30 tháng 12, 1941  | | đổi tên thành Phương diện quân Kavkaz                                           |
| 12 | Phương diện quân Zakavkaz Закавказский фронт             | 15 tháng 5, 1942 - 9 tháng 5, 1945    | Chiến dịch Bắc Kavkaz, 1942 Chiến dịch Taman Chiến dịch Krym | giải thể                                                                        |
| 13 | Phương diện quân Leningrad Ленинградский фронт           | 23 tháng 8, 1941 - 9 tháng 7, 1945    | Trận Leningrad | giải thể                                                                        |
| 14 | Phương diện quân Karelia Карельский фронт                | 1 tháng 9, 1941 - 15 tháng 11, 1944   | Trận Leningrad Chiến tranh Tiếp diễn | giải thể                                                                        |
| 15 | Phương diện quân Zabaikal Забайкальский фронт            | 15 tháng 9, 1941 - 9 tháng 10, 1945   | Chiến dịch Mãn Châu Lý | giải thể                                                                        |
| 16 | Phương diện quân Dự bị Moskva Московский резервный фронт | 9 tháng 10, 1941 - 12 tháng 10, 1941  | Phòng thủ Moskva | giải thể để nhập vào Phương diện quân Tây                                       |
| 17 | Phương diện quân Kalinin Калининский фронт               | 19 tháng 10, 1941 - 20 tháng 10, 1943 | Chiến dịch Phòng thủ Moskva | đổi tên thành Phương diện quân Pribaltic 1                                      |
| 18 | Phương diện quân Volkhov Волховский фронт                | 17 tháng 12, 1941 - 23 tháng 4, 1942  | Trận Leningrad Chiến dịch Tikhvin (1941) | chuyển thành Cụm tác chiến Volkhov thuộc Phương diện quân Leningrad             |
| 18 | Phương diện quân Volkhov Волховский фронт                | 8 tháng 6, 1942 - 15 tháng 2, 1944    | Trận Leningrad | giải thể                                                                        |
| 19 | Phương diện quân Kavkaz Кавказский фронт                 | 30 tháng 12, 1941 - 28 tháng 1, 1942  | Trận Moskva (1941) | giải thể để thành lập Phương diện quân Krym                                     |
| 20 | Phương diện quân Krym Крымский фронт                     | 28 tháng 1, 1942 - 19 tháng 5, 1942   | Chiến dịch Bắc Kavkaz, 1942 | giải thể để thành lập Phương diện quân Bắc Kavkaz                               |
| 21 | Phương diện quân Bắc Kavkaz Северо-Кавказский фронт      | 20 tháng 5, 1942 - 4 tháng 9, 1942    | Chiến dịch Krym-Sevastopol (1941-1942) | tổ chức lại thành Cụm tác chiến Biển Đen thuộc Phương diện quân Zakavkaz        |
| 21 | Phương diện quân Bắc Kavkaz Северо-Кавказский фронт      | 24 tháng 1, 1943 - 20 tháng 11, 1943  | Chiến dịch Kavkaz | tổ chức lại thành Binh đoàn độc lập Duyên hải                                   |
| 22 | Phương diện quân Voronezh Воронежский фронт              | 7 tháng 7, 1942 - 20 tháng 10, 1943   | | đổi tên thành Phương diện quân Ukraina 1                                        |
| 23 | Phương diện quân Stalingrad Сталинградский фронт         | 12 tháng 7, 1942 - 30 tháng 9, 1942   | Trận Stalingrad | đổi tên thành Phương diện quân Sông Don                                         |
| 23 | Phương diện quân Stalingrad Сталинградский фронт         | 30 tháng 9, 1942 - 30 tháng 12, 1942  | Trận Stalingrad | đổi tên thành Phương diện quân Nam                                              |
| 24 | Phương diện quân Đông Nam Юго-Восточный фронт            | 5 tháng 8, 1942 - 28 tháng 9, 1942    | Trận Stalingrad | đổi tên thành Phương diện quân Stalingrad (mới)                                 |
| 25 | Phương diện quân Sông Don Донской фронт                  | 30 tháng 9, 1942 - 15 tháng 2, 1943   | Chiến dịch Stalingrad | thành lập Phương diện quân Trung tâm                                            |
| 26 | Phương diện quân Kursk Курский фронт                     | 23 tháng 3, 1943 - 27 tháng 3, 1943   | Trận Vòng cung Kursk | đổi tên thành Phương diện quân Orlov                                            |
| 27 | Phương diện quân Orlov Орловский фронт                   | 27 tháng 3, 1943 - 28 tháng 3, 1943   | Trận Vòng cung Kursk | đổi tên thành Phương diện quân Briansk                                          |
| 28 | Phương diện quân Thảo nguyên Степной фронт               | 9 tháng 7, 1943 - 20 tháng 10, 1943   | Chiến dịch Vòng cung Kursk | đổi tên thành Phương diện quân Ukraina 2                                        |
| 29 | Phương diện quân Pribaltic Прибалтийский фронт           | 10 tháng 10, 1943 - 20 tháng 10, 1943 | | đổi tên thành Phương diện quân Pribaltic 2                                      |
| 30 | Phương diện quân Pribaltic 1 1-й Прибалтийский фронт     | 20 tháng 10, 1943 - 24 tháng 2, 1945  | Chiến dịch Bagration | nhập vào Phương diện quân Belorussia 3                                          |
| 31 | Phương diện quân Pribaltic 2 2-й Прибалтийский фронт     | 20 tháng 10, 1943 - 1 tháng 4, 1945   | Chiến dịch Bagration | nhập vào Phương diện quân Leningrad                                             |
| 32 | Phương diện quân Ukraina 1 1-й Украинский фронт          | 20 tháng 10, 1943 - 10 tháng 6, 1945  | Chiến dịch tấn công Zhitomir-Berdichev Chiến dịch tấn công Proskurov-Chernovtsy Chiến dịch Wisla-Oder Chiến dịch Lvov-Sandomierz Chiến dịch Hạ Silezi Chiến dịch Berlin (1945) Chiến dịch Praha (1945)                                      | giải thể                                                                        |
| 33 | Phương diện quân Ukraina 2 2-й Украинский фронт          | 20 tháng 10, 1943 - 10 tháng 6, 1945  | Trận Kiev (1943) Chiến dịch hợp vây Korsun-Shevchenkovsky Chiến dịch tấn công Uman-Botoşani Chiến dịch tấn công chiến lược Iaşi-Chişinău | giải thể                                                                        |
| 34 | Phương diện quân Ukraina 3 3-й Украинский фронт          | 20 tháng 10, 1943 - 15 tháng 6, 1945  | Trận Kiev (1943) Chiến dịch giải phóng Balkan | giải thể                                                                        |
| 35 | Phương diện quân Ukraina 4 4-й Украинский фронт          | 20 tháng 10, 1943 - 31 tháng 5, 1944  | Trận Kiev (1943) | giải thể                                                                        |
| 35 | Phương diện quân Ukraina 4 4-й Украинский фронт          | 6 tháng 8, 1944 - 25 tháng 8, 1945    | Chiến dịch giải phóng Balkan | giải thể                                                                        |
| 36 | Phương diện quân Belorussia 1 1-й Белорусский фронт      | 24 tháng 2, 1944 -5 tháng 4, 1944     | Chiến dịch Bagration | đổi tên trở lại thành Phương diện quân Belorussia                               |
| 36 | Phương diện quân Belorussia 1 1-й Белорусский фронт      | 16 tháng 4, 1944 - 10 tháng 6, 1945   | Chiến dịch Wisla-Oder Chiến dịch Berlin (1945) | giải thể                                                                        |
| 37 | Phương diện quân Belorussia 2 2-й Белорусский фронт      | 24 tháng 2, 1944 -5 tháng 4, 1944     | Chiến dịch Bagration | nhập vào Phương diện quân Belorussia 1 để trở thành Phương diện quân Belorussia |
| 37 | Phương diện quân Belorussia 2 2-й Белорусский фронт      | 24 tháng 4, 1944 - 10 tháng 6, 1945   | Chiến dịch Đông Phổ | giải thể                                                                        |
| 38 | Phương diện quân Pribaltic 3 3-й Прибалтийский фронт     | 21 tháng 4, 1944 - 16 tháng 10, 1944  | Chiến dịch Bagration | giải thể                                                                        |
| 39 | Phương diện quân Belorussia 3 3-й Белорусский фронт      | 24 tháng 4, 1944 - 15 tháng 8, 1945   | Chiến dịch Bagration Chiến dịch Đông Phổ Chiến dịch Berlin (1945) | giải thể                                                                        |
| 40 | Phương diện quân Viễn Đông 1 1-й Дальневосточный фронт   | 5 tháng 8, 1945 - 1 tháng 10, 1945    | Chiến dịch Mãn Châu Lý | giải thể                                                                        |
| 41 | Phương diện quân Viễn Đông 2 2-й Дальневосточный фронт   | 5 tháng 8, 1945 - 1 tháng 10, 1945    | Chiến dịch Mãn Châu Lý | giải thể                                                                        |

## Các đơn vị biên chế tương đương
Ngoài ra còn một số đơn vị không mang tên phương diện quân nhưng được coi là tương đương. Một số là khu vực hoặc tuyến phòng thủ đặt trực tiếp dưới quyền chỉ đạo của Đại bản doanh, một số là các cụm quâm cơ động, về danh nghĩa trực thuộc các phương diện quân, nhưng trên thực tế do Đại bản doanh nắm quyền chỉ huy trực tiếp.
| TT | Phiên hiệu                                                 | Giai đoạn                            | Các chiến dịch tham gia                | Ghi chú                                                                                                 |
| -- | ---------------------------------------------------------- | ------------------------------------ | -------------------------------------- | --- |
| 1  | Mặt trận Các tập đoàn quân dự bị Фронт резервных армий     | 14 tháng 7, 1941 - 25 tháng 7, 1941  | Chiến dịch phòng ngự chiến lược Moskva | thành lập Phương diện quân Dự bị                                                                        |
| 2  | Mặt trận Phòng tuyến Mojaisk Фронт Можайской линии обороны | 18 tháng 7, 1941 - 30 tháng 7, 1941  | Chiến dịch phòng ngự chiến lược Moskva | giải thể                                                                                                |
| 3  | Khu phòng thủ Moskva Московская зона обороны               | 2 tháng 12, 1941 - 15 tháng 10, 1943 | Chiến dịch phòng ngự chiến lược Moskva | giải thể                                                                                                |
| 4  | Cụm tác chiến Volkhov Волховская группа войск              | 23 tháng 4, 1942 - 8 tháng 6, 1942   | Trận Leningrad                         | thuộc Phương diện quân Leningrad chuyển thành Phương diện quân Volkhov                                  |
| 5  | Cụm tác chiến Bắc Kavkaz Северной группы войск             | 10 tháng 8, 1942 - 24 tháng 1, 1943  |                                        | thuộc Phương diện quân Zakavkaz chuyển thành Phương diện quân Bắc Kavkaz                                |
| 6  | Cụm tác chiến Biển Đen Черноморская группа войск           | 1 tháng 9, 1942 - tháng 3, 1943      |                                        | thuộc Phương diện quân Zakavkaz từ tháng 2 năm 1943, thuộc Phương diện quân Bắc Kavkaz tái lập giải thể |
| 7  | Cụm tác chiến Primorye Приморская группа войск             | tháng 7, 1943 - 5 tháng 8, 1945      | Chiến dịch Mãn Châu Lý                 | thuộc Phương diện quân Viễn Đông chuyển thành Phương diện quân Viễn Đông 1                              |
| 8  | Cụm tác chiến Zemland Земландская группа войск             | 24 tháng 2, 1945 - 3 tháng 4, 1945   | Trận Königsberg Chiến dịch Samland     | thuộc Phương diện quân Belorussia 3 giải thể                                                            |
| 9  | Cụm tác chiến Courland Курляндская группа войск            | 1 tháng 4, 1945 - 9 tháng 5, 1945    | Trận vây hãm Courland                  | thuộc Phương diện quân Leningrad giải thể                                                               |